# Microhadrosaurus nanshiungensis
Microhadrosaurus nanshiungensis es la única especie conocida del género dudoso extinto  Microhadrosaurus  (gr. “pequeño reptil robusto”) de dinosaurio ornitópodo hadrosáurido, que vivió a finales del período Cretácico, hace aproximadamente 70 millones de años, en el Mastrichtiano, en lo que es hoy Asia. Encontrado en la Formación Yuanpu también conocida como Formación Nanxiong de Guangdong, China.  En un principio identificado como un dinosaurio de pico de pato de pequeño tamaño, hoy se sabe que se trata de un ejemplar juvenil y el tamaño de adulto es desconocido. Dong Zhiming nombró a este género a partir del holotipo IVPP V4732, un dentario parcial de un hadrosáurido joven.  Este presenta las características típicas de las baterías de dientes de los dinosaurios de pico de pato y mide 37 centímetros de largo. Dong posteriormente estimó un largo de  2,6 metros para todo el cuerpo. Dong se refiere a este taxón como relativo a Edmontosaurus, pero en una forma diminuta. Sin embargo, Michael K. Brett-Surman, un especialista en hadrosáuridos, argumenta que el material no posee particularidades para diferenciarlo de otros hadrosáuridos. Las revisiones más reciente aceptan la postura de  Brett-Surman y colocan a Microhadrosaurus entre los nombres de dinosaurios dudosos. Como hadrosáurido, Microhadrosaurus habría sido un herbívoro cuadrúpedo facultativo, pudiendo correr en dos patas, comiendo plantas con un cráneo sofisticado que permitía un movimiento de molienda análogo a la masticación y estaba provisto de cientos de dientes continuamente reemplazados. Debido a que solo se conoce a partir de una mandíbula parcial de un juvenil, en este punto se puede extraer poco más que información general. Encontrado en la Formación Nanxiong que consiste en una secuencia de 2000 metros de areniscas rojas y arcillas que ha producido fósiles de dinosaurios, huellas de dinosaurios y abundantes cáscaras de huevo. Microhadrosaurus compartió su paleoambiente con el saurópodo Gannansaurus, el tericinosáurido Nanshiungosaurus, el tiranosáurido Qianzhousaurus y los oviraptóridos Banji, Jiangxisaurus , Corythoraptor, Ganzhousaurus, Huanansaurus, Nankangia y Tongtian.